# Rudné

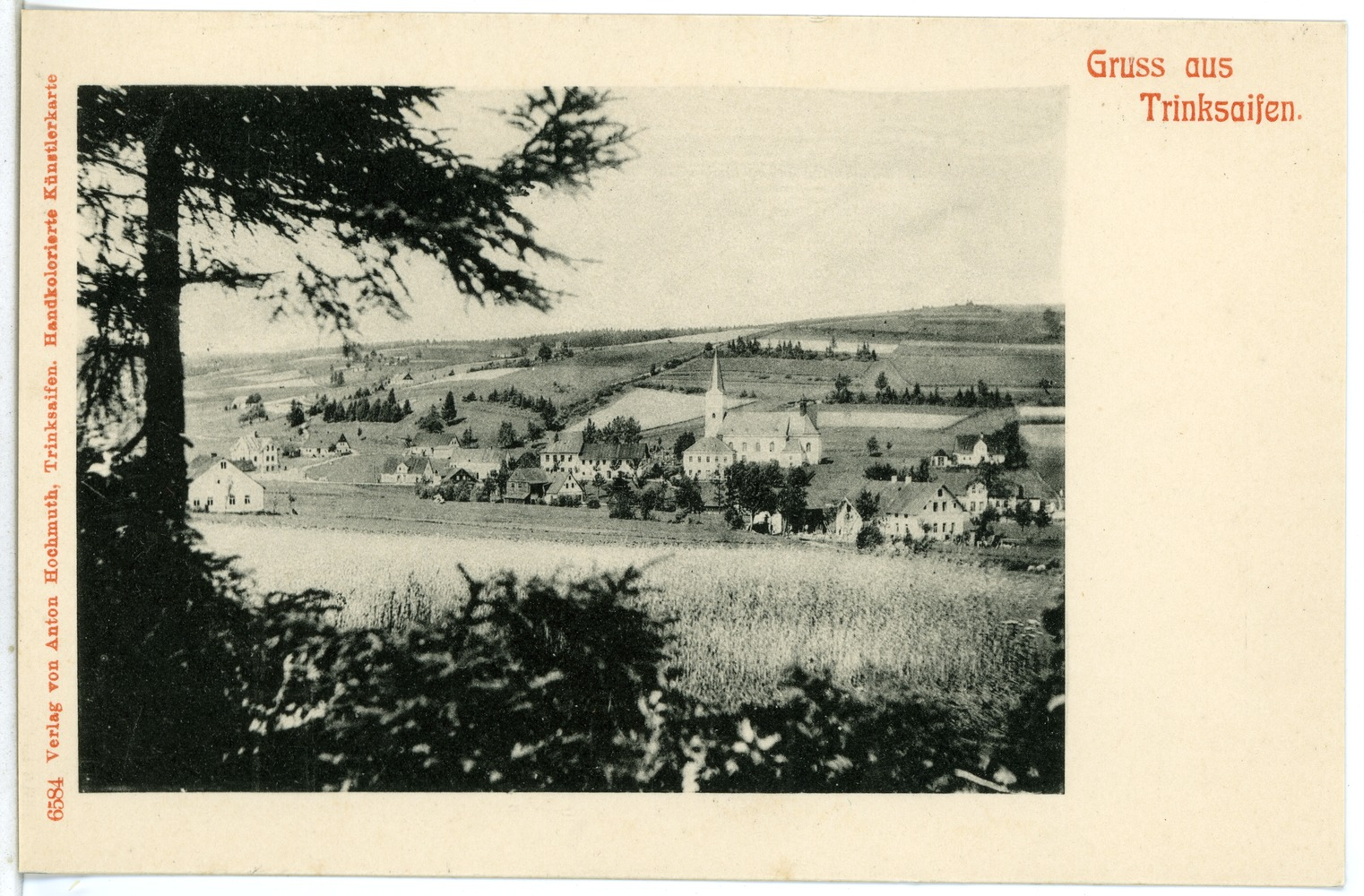
Postkarte von 1905

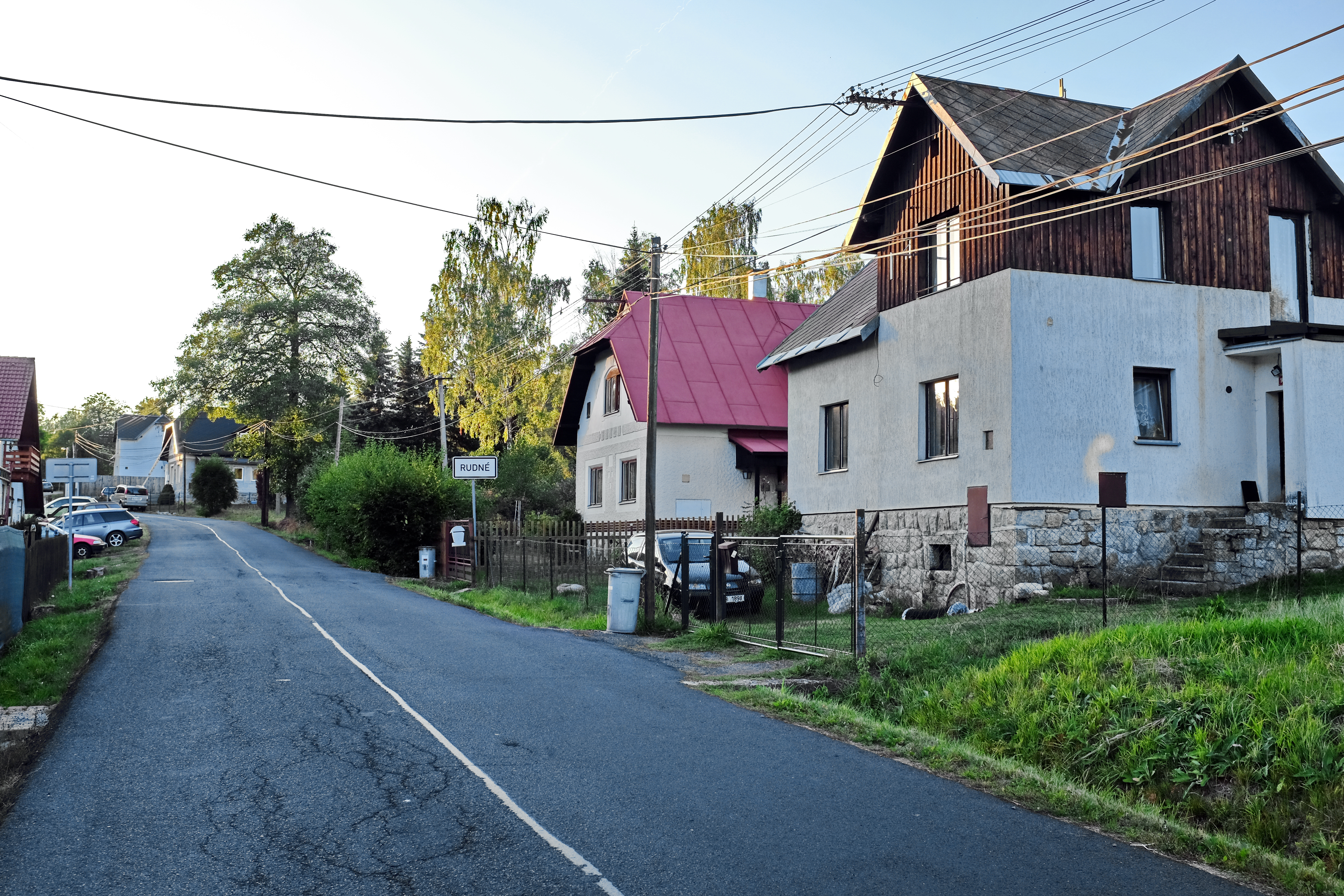
Ortseingang

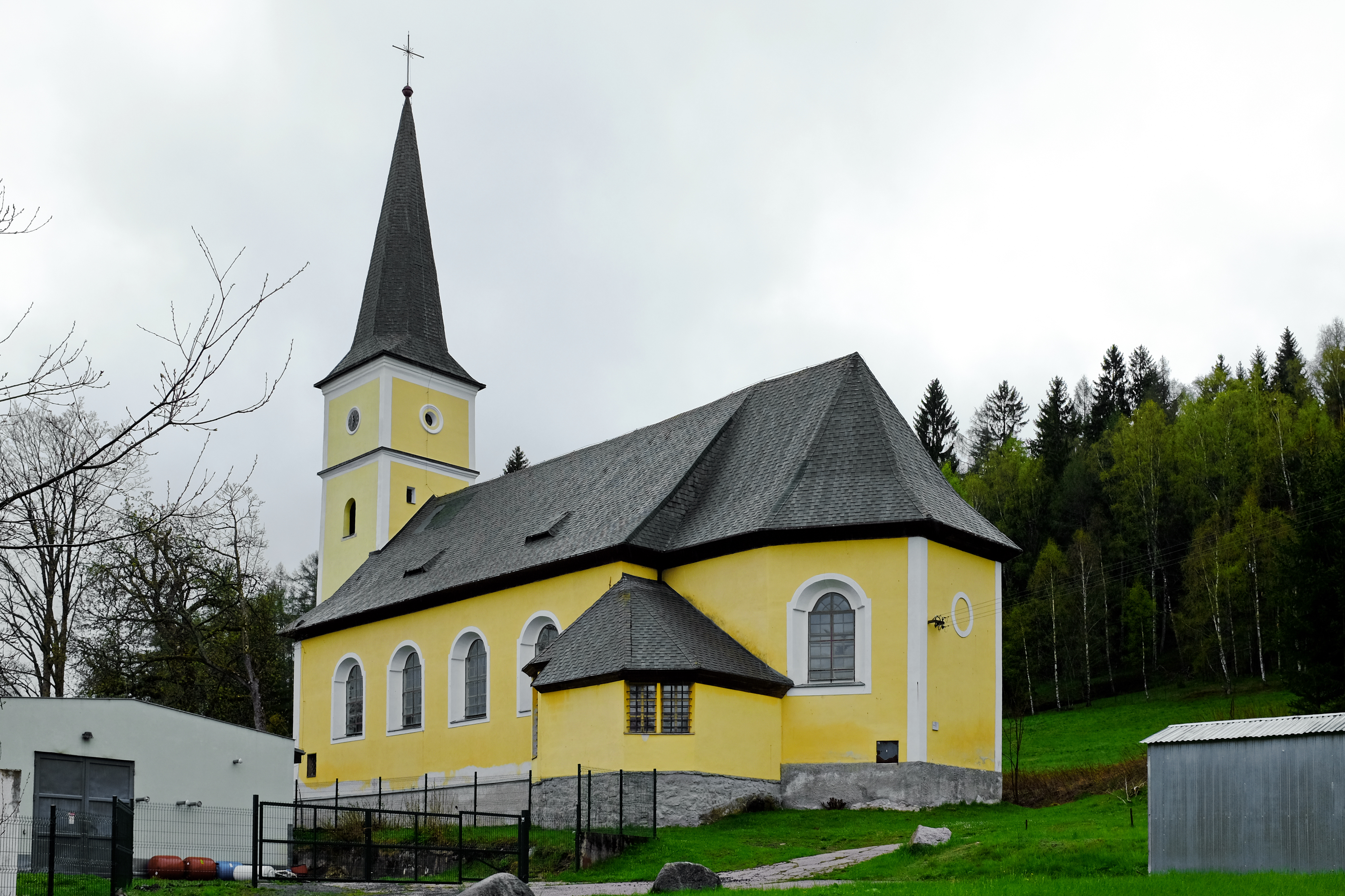
Kirche Mariä Heimsuchung

Rudné (deutsch Trinksaifen) ist ein Ortsteil der Gemeinde Vysoká Pec u Nejdku (Hochofen) in Tschechien.

## Geographie
Rudné liegt etwa sechs Kilometer nordwestlich von Nejdek (Neudek) im böhmischen Teil des Westerzgebirges in der Quellmulde des Rudný potok. Nördlich erheben sich der Chaloupecký vrch (899 m) und der Vysoký vrch (882 m), östlich liegt der Havraní vrch (841 m) und im Westen der Rudenský Špičák (926 m). Nachbarorte sind Jelení (Hirschenstand) im Norden, Nové Hamry (Neuhammer) im Osten, Vysoká Pec (Hochofen) im Südosten, Bernov (Bernau) im Süden Krásná Lípa (Schönlind) im Südwesten sowie Přebuz (Frühbuß) im Nordwesten.

## Etymologie
Die Gründung von Trinksaifen in der Herrschaft Neudek ist auf den Bergbau zurückzuführen, über dessen Anfänge allerdings nichts bekannt ist. Der Ortsname leitet sich von der Seife her, die Herkunft des Präfixes „Trink“ lässt sich nicht eindeutig klären. Der deutsche Dialekt war das Egerländische mit einigen sächsischen Lauten in den „Winkeln“ Richtung Frühbuß.

## Geschichte
Das dichtbewaldete Hochtal an der oberen Rohlau wurde durch Erzprospektoren aus den anliegenden Grenzländer erschlossen, die hier auf umfangreiche Zinnvorkommen stießen. Ausgangspunkt der Kolonisation war die Ende des 13. Jahrhunderts entstandene Burg Neudek und die Stadt, die sich darum entwickelte. 1341 erwarben die Herren von Plick den gesamten Lehensbesitz vom Stift Tepl, so dass sie über alle wesentlichen Zinnfundstätten im Umland verfügten. 1444 gelangte die Herrschaft an die Grafen Schlick. Sie förderten den Bergbau und führten 1494 das sogenannte „Neudeker Waldzinnrecht“ ein, einem Vorläufer der späteren Bergordnung, die den Zinnseifenbergbau in der Herrschaft regelte. Im Neudeker Bergbuch von Albin Schlick wurden 1556 erstmals fünf Zinnseifen in Trinksaifen erwähnt. Die ersten Bewohner waren vermutlich Bergleute aus Sachsen. Die Seelenliste des Elbogener Kreises von 1651 erwähnt Trinksaifen mit etwa 35 Familien, alle „unkatholisch“. Die Männer gingen den Beruf des Holzhauers, Köhlers und Bergmannes nach. Das Richteramt bekleidete Jeremias Finck. Nach dem Dreißigjährigen Krieg erlosch der Bergbau und die Einwohner lebten von der Fertigung von Perlmuttknöpfen und der Klöppelei.
1847 zählte Trinksaifen 199 Häuser mit 1511 Einwohnern, davon eine protestantische und zwei jüdische Familien, eine Pfarrkirche, eine Schule und dem Patronat des k. k. Religionfonds, ein Jägerhaus und ein Wirtshaus. Die ursprüngliche Patrimonialgerichtsbarkeit wurde im Kaisertum Österreich nach den Revolutionsjahren 1848/49 aufgehoben. 1854 wurde der Ort dem Gerichtsbezirk Neudek zugeteilt. Der Gerichtsbezirk Neudek bildete im Zuge der Trennung der politischen von der judikativen Verwaltung ab 1868 gemeinsam mit dem Gerichtsbezirk Graslitz den Bezirk Graslitz. Seit 1910 gehörte Trinksaifen zum neugeschaffenen Bezirk Neudek. Zu dieser Zeit hatte das Dorf 1600 Einwohner. 1930 lebten im Dorf 1399 überwiegend deutschsprachige Bewohner. Nach dem Münchner Abkommen wurde Trinksaifen 1938 dem Deutschen Reich zugeschlagen. 1939 hatte das Dorf 1278 Bewohner. Nach dem Ende des Zweiten Weltkrieges kam Trinksaifen zur Tschechoslowakei zurück und wurde 1948 in Rudné umbenannt. Die deutschen Einwohner wurden enteignet und vertrieben. Im selben Jahre erfolgte die Eingemeindung nach Vysoká Pec und ab 1961 nach Nejdek. Seit 1992 ist Rudné wieder ein Ortsteil der Gemeinde Vysoká Pec.

## Kultur und Gewerbe
Trinksaifen war bis 1784 zum Pfarrsprengel St. Martin in Neudek gepfarrt und wurde dann zur eigenen Pfarrei erhoben. Eingepfarrt war der Nachbarort Hochofen. Das Pfarrdorf hatte eine fünfklassige Volksschule, eine Klöppelschule, ab 1939 einen Kindergarten und zusammen mit Hochofen ein Postamt. Zudem standen im Dorf 14 Gasthäuser, von denen einige zwar eine Ausschanklizenz besaßen, doch im Verlauf eines Jahres nur zu wenigen „Wurstschmausen“ öffneten. Das Kirchweihfest „Mariä Heimsuchung“ am 2. Juli, auch „Beerbreifest“ genannt, wurde am ersten Wochenende im Juli gefeiert und wurde von Nachbargemeinden bis aus Neudek herauf gern besucht, nicht zuletzt wegen der Festbelustigungen und der ersten Schwarzbeerkuchen. In den 1930er Jahren war der Ort ein Zentrum des Skisports und hatte mit der Glasbergschanze eine große Sprungschanze. Seit 1996 findet das Kirchweihfest als Freundschaftsfest zwischen den ehemaligen deutschen und den tschechischen Bewohnern wieder statt.

## Entwicklung der Einwohnerzahl
| Jahr | Einwohnerzahl |
| ---- | ------------- |
| 1869 | 1569          |
| 1880 | 1579          |
| 1890 | 1567          |
| 1900 | 1571          |
| 1910 | 1610          |

| Jahr | Einwohnerzahl |
| ---- | ------------- |
| 1921 | 1481          |
| 1930 | 1399          |
| 1950 | 163           |
| 1961 | 157           |
| 1970 | 184           |

| Jahr | Einwohnerzahl |
| ---- | ------------- |
| 1980 | 153           |
| 1991 | 160           |
| 2001 | 162           |
| 2011 | 213           |

## Sehenswürdigkeiten
- Die römisch-katholische Kirche „Mariä Heimsuchung“, erbaut 1784–1788 auf Kosten des k. k. Religionsfonds. 1995–96 wurde das Kirchenschiff durch Spenden der ehemaligen Einwohner renoviert. Am 8. September 1996 fand ein feierlicher Gottesdienst mit Bischof František Radkovský aus Pilsen statt. Zur Kirche gehört ein Pfarrhaus und ein Friedhof, auf dem noch vereinzelt deutsche Grabsteine stehen.

## Persönlichkeiten
- Otto Fink (1917–1981), Politiker und Mitglied des Bayerischen Landtags